# Frederick County (Virginia)
Frederick County ist ein County im Bundesstaat Virginia der Vereinigten Staaten. Bei der Volkszählung im Jahr 2020 hatte das County 91.419 Einwohner und eine Bevölkerungsdichte von 85,2 Einwohner pro Quadratkilometer. Der Verwaltungssitz (County Seat) ist Winchester.

## Geographie
Frederick County liegt im äußersten Norden von Virginia, grenzt im Norden und Westen an West Virginia und ist in sechs Verwaltungsdistrikte aufgeteilt: Back Creek District, Gainesboro District, Opequon District, Red Bud District, Shawnee District, Stonewall District. Das County hat eine Fläche von 1076 Quadratkilometern, wovon drei Quadratkilometer Wasserfläche sind. Es grenzt im Uhrzeigersinn an folgende Countys: Clarke County, Warren County und Shenandoah County.

## Geschichte

Friedrich Ludwig von Hannover

Gebildet wurde es 1743 aus Teilen des Orange County und des Augusta County. Benannt wurde es nach Friedrich Ludwig von Hannover, dem ältesten Sohn von Georg II., König von Großbritannien und dessen Gemahlin Caroline von Ansbach. Während der amerikanischen Revolution war die Bezirkshauptstadt Winchester das Hauptquartier von George Washington. Im Amerikanischen Bürgerkrieg wechselte die Zugehörigkeit des County dauernd zwischen den Konföderierten und der Union, je nachdem wie die nächste Schlacht entschieden wurde. Ein Auszug der im Frederick County geschlagenen Schlachten:
- Erste Schlacht von Kernstown im März 1862
- Erste Schlacht von Winchester im Mai 1862
- Zweite Schlacht bei Winchester im Juni 1863
- Zweite Schlacht von Kernstown im Juli 1864
- Dritte Schlacht bei Winchester im September 1864
- Schlacht am Cedar Creek am 19. Oktober 1864

## Demografische Daten

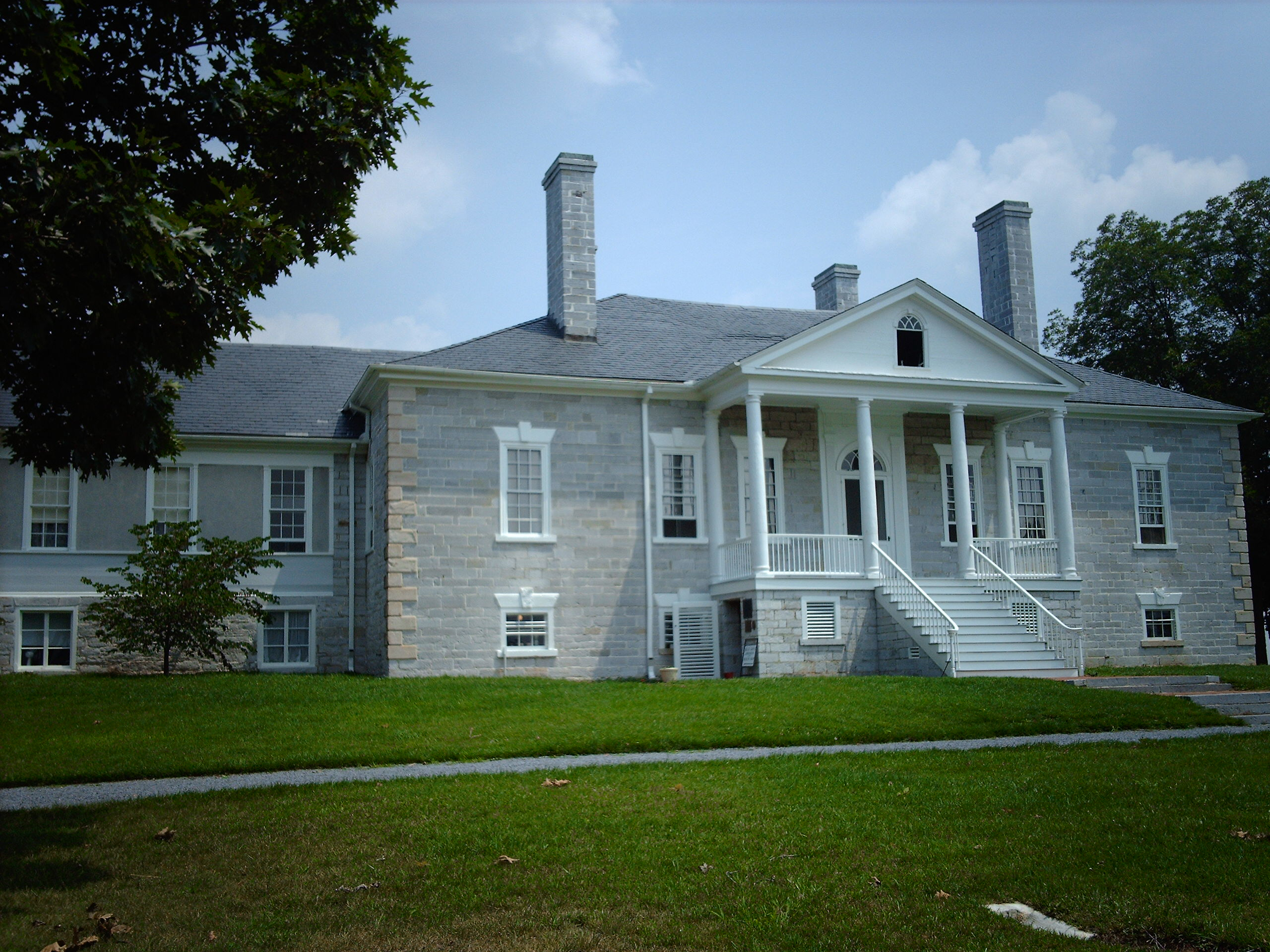
Belle Grove Plantage, gelistet im NRHP Nr. 69000243

Alterspyramide des Frederick County

Nach der Volkszählung im Jahr 2000 lebten im Frederick County 59.209 Menschen in 22.097 Haushalten und 16.727 Familien. Die Bevölkerungsdichte betrug 55 Einwohner pro Quadratkilometer. Ethnisch betrachtet setzte sich die Bevölkerung zusammen aus 94,99 Prozent Weißen, 2,62 Prozent Afroamerikanern, 0,16 Prozent amerikanischen Ureinwohnern, 0,66 Prozent Asiaten, 0,02 Prozent Bewohnern aus dem pazifischen Inselraum und 0,56 Prozent aus anderen ethnischen Gruppen; 1,01 Prozent stammten von zwei oder mehr Ethnien ab. 1,70 Prozent der Bevölkerung waren spanischer oder lateinamerikanischer Abstammung.
Von den 22.097 Haushalten hatten 36,6 Prozent Kinder und Jugendliche unter 18 Jahre, die bei ihnen lebten. 62,5 Prozent waren verheiratete, zusammenlebende Paare, 8,8 Prozent waren allein erziehende Mütter, 24,3 Prozent waren keine Familien, 19,2 Prozent waren Singlehaushalte und in 6,8 Prozent lebten Menschen im Alter von 65 Jahren oder darüber. Die Durchschnittshaushaltsgröße betrug 2,64 und die durchschnittliche Familiengröße lag bei 3,02 Personen.
Auf das gesamte County bezogen setzte sich die Bevölkerung zusammen aus 26,4 Prozent Einwohnern unter 18 Jahren, 7,0 Prozent zwischen 18 und 24 Jahren, 31,9 Prozent zwischen 25 und 44 Jahren, 24,1 Prozent zwischen 45 und 64 Jahren und 10,6 Prozent waren 65 Jahre alt oder darüber. Das Durchschnittsalter betrug 37 Jahre. Auf 100 weibliche Personen kamen 100,1 männliche Personen. Auf 100 Frauen im Alter von 18 Jahren oder darüber kamen statistisch 96,7 Männer.

Das jährliche Durchschnittseinkommen eines Haushalts betrug 46.941 USD, das Durchschnittseinkommen der Familien betrug 52.281 USD. Männer hatten ein Durchschnittseinkommen von 35.705 USD, Frauen 25.046 USD. Das Prokopfeinkommen betrug 21.080 USD. 4,0 Prozent der Familien und 6,4 Prozent der Bevölkerung lebten unterhalb der Armutsgrenze. Davon waren 7,3 Prozent Kinder oder Jugendliche unter 18 Jahre und 6,9 Prozent waren Menschen über 65 Jahre.